# シーカー (ザ・フーの曲)
「シーカー」（The Seeker）は、イギリスのロックバンド、ザ・フーの楽曲。作詞・作曲はピート・タウンゼント。1970年にシングルとしてリリースされ、イギリスで19位、アメリカで44位を記録。オリジナルアルバム未収録。

## 解説
タウンゼントはこの曲を、1969年10月頃に休暇で訪れた中央フロリダにある友人の父親が所有する農園で書いた。彼は「酔っぱらって沼地に立ってたら、体中が棘の付いた種まみれになって取れなくて、痛みのあまり叫んでこの曲を歌ったら、"俺が探してるのは俺自身/そしてお前が探してるのはお前自身/俺たちお互いを探し求めちゃいるがどうすりゃいいかわからない"という歌詞が自然に出てきたんだ」と説明している:201。
歌詞の中にはビートルズやボブ・ディラン、ティモシー・リアリーの名も登場する。その内容について、タウンゼントはリリース当時のインタビューで「”シーカー”はババやクリシュナの信者、そのほか信仰的なものとは少しも関係がないものだった。これは街中によくいるような男を讃えた歌さ。瓶で人を殴るようなね。でも信じるか信じないかは別として、彼は自分でも何だかわからない神の存在を探し求めてるんだ」と説明しており:204、また2012年に出版した自伝には「私が直面していた閉塞感を反映したもの」と記している:170。彼は「この頃の私のベストな作品」として、この曲と「ネイキッド・アイ」を挙げているが:170、ロジャー・ダルトリーは「一度も好きじゃなかった。俺達が作った曲の中で初めて“これは仰々しいな”と思ったよ」とあまり評価していない。
録音は1970年1月19日から20日にかけ、ロンドンのIBCスタジオにて行われた:207。シングルのB面には同年2月10日に同じくIBCスタジオBで録音された:209「ヒア・フォー・モア」が収められている。同曲はダルトリーが書いたカントリー色の強い作品である。
この曲のミュージック・ビデオにはBBCのテレビ番組『トップ・オブ・ザ・ポップス』の放映用に撮影されたものと、リチャード・スタンリーが制作したプロモーション映像の二つが存在する。後者は画面いっぱいに飛び込んでくる歌詞テロップが特徴的である。いずれも1970年3月に撮影されたが、マネージャーのキット・ランバートが気に入らず、イギリスでは放送されずに海外でのみ提供されたという:210。
「シーカー」は、1971年のベストアルバム『ミーティ・ビーティ・ビッグ・アンド・バウンシィ』においてアルバム初収録となり、以後も複数のコンピレーションアルバムに収録されている。1999年の映画『アメリカン・ビューティー』でも使用され、同映画のサウンドトラック盤にも収録されたほか、2008年発表のゲームソフト『グランド・セフト・オートIV』に登場する架空のラジオ局でもこの曲が使用されている。
2015年リリースのライブDVD＋CD『ライヴ・イン・ハイド・パーク』に、ライヴ録音が収録されている。

## 別バージョン
- 1970年、タウンゼントが崇拝するインドの導師、メヘル・バーバーの誕生日を祝うため、バーバーの信奉者らで制作されたチャリティー・アルバム『ハッピー・バースデイ』に、タウンゼントがリードボーカルをとったデモ・バージョンが収録されている。シングル版とは異なり、メインリフがエレキギターではなくアコースティックギターで奏でられている。後に彼のソロアルバム『フー・ケイム・ファースト』の再発CD（1992年）にも収録された。
- CDボックス『Thirty Years of Maximum R&B』[8]（1994年）に、最後のリフレインが1回多いリミックス・バージョンが収録されている。
- 『BBCセッションズ』（2000年）に、BBCの番組『デイヴ・リー・トラヴィス』のために1970年4月13日に録音されたバージョンが収録されている。『ハッピー・バースデイ』収録のデモ・バージョンと同様に、メインリフがアコースティックギターで奏でられている。
- 『オッズ&ソッズ』の限定2枚組カラービニールLP盤（2020年）に未発表バージョンが収録された。
- 『フーズ・ネクスト：ライフハウス』スーパー・デラックス・ボックス[9]（2023年）に、これまで未発表だった未編集バージョンが収録された。

## チャート成績
| チャート (1970年)                   | 最高位 |
| ----------------------------------- | ------ |
| オーストリア (Ö3 Austria Top 40)    | 15     |
| ベルギー (Ultratop 50 Wallonia)     | 29     |
| カナダ トップ シングルス (RPM)      | 21     |
| オランダ (Single Top 100)           | 15     |
| UK シングルス (OCC)                 | 19     |
| US Billboard Hot 100                | 44     |
| 西ドイツ (GfK Entertainment charts) | 18     |